# Идролина
Идролина (порт. Hidrolina)  —  муниципалитет в Бразилии, входит в штат Гояс. Составная часть мезорегиона Центр штата Гойас. Входит в экономико-статистический  микрорегион Серис. Население составляет 4157 человек на 2007 год. Занимает площадь 580,386 км². Плотность населения — 7,3 чел./км².

## Статистика
- Валовой внутренний продукт на 2003 год составляет 19 340 974,00 реалов (данные: Бразильский институт географии и статистики).
- Валовой внутренний продукт на душу населения на 2003 год составляет 4419,78 реалов (данные: Бразильский институт географии и статистики).
- Индекс развития человеческого потенциала на 2000 год составляет 0,737 (данные: Программа развития ООН).